# Szczebel
Szczebel lub Strzebel (977 m) – wybitny szczyt w Beskidzie Wyspowym.

## Topografia
Znajdujący się tuż obok Zakopianki (S7) Szczebel wznosi się ponad miejscowościami: Mszana Dolna, Glisne, Tenczyn, Lubień i Kasinka Mała. Znajduje się w widłach Raby oraz Lubieńki i Tenczynki. Ponad Tenczyn wznosi się na 616 m. W masywie wyróżnia się cztery wierzchołki: Czechówka (721 m), Szczebel (Strzebel, 977 m), Mały Szczebel (Mały Strzebel) i Mała Góra (883 m).

## Opis góry
Szczebel, znajdujący się w pobliżu uczęszczanego gościńca wiodącego z Krakowa do Nowego Targu, od dawna zwracał uwagę zarówno zwykłych podróżnych, jak i uczonych. Jeden z pierwszych opisów góry z I. połowy XIX w. podał geolog Ludwik Zejszner, który podczas swej podróży po Beskidach zanotował: „Góra Strzebel wznosi się łagodnie ze strony zachodniej, tylko przy szczycie bardziej jest stromą; bujne świerki okrywają ją wokoło, na wierzchu zaś rosną skarłowaciałe buki. Kiedym tę górę w dniu 25 maja 1838 r. zwiedzał, dopiero pękały pączki buczyny. Widok z tej góry nie jest obszerny, ale ze wszech miar godzien widzenia, ku Lubieniowi i Babiej Górze najobszerniejszy. Prawie pod samym szczytem są dwie szczelinowate jamy w piaskowcu, w których jeszcze nieco śniegu zastałem”.
Eugeniusz Janota, autor pierwszego polskiego przewodnika tatrzańskiego (1860 r.), zanotował przy opisie drogi z Krakowa w Tatry: „na południe od Lubnia między Rabą od wschodu a Krzeczówką od zachodu piękna, lasem okryta piramidalna góra Strzebel (3087 st.). Widać ją zaraz od Myślenic, skąd w prostym kierunku odległa jest o 2 1/4 mili, a nawet z wzgórz od Krakowa”. Podczas swej podróży z Krakowa do Szczawnicy na górę tę zwrócił również uwagę Kazimierz Łapczyński. W opublikowanym w 1862 r. w „Tygodniku Ilustrowanym” reportażu pt. „Obrazy Tatrzańskie. Lato pod Pieninami i w Tatrach” zapisał, że jego woźnica pochodzący z Lubnia powiedział o niej „To nasz lubieński Strzebel”.
Masyw Strzebla budują piaskowce magurskie, stanowiące w tej części Beskidów podstawowy składnik fliszu karpackiego. Szczyt i większa część zboczy porośnięta jest lasem. W północnej części, przy czarnym szlaku turystycznym, na zboczach Małego Szczebla znajduje się jaskinia Zimna Dziura w Strzeblu, opisywana już w I połowie XIX w. (p. wyżej). Lód utrzymuje się w niej czasami do lata. Wchodząc od strony północnej szlakiem papieskim z Lubnia, lub czarnym, tuż przed szczytem mija się niewielką polanę z wiatrołomami, z której rozpościera się rozległy widok na Lubomir, Lubogoszcz i dolinę Raby.
Na szczycie znajduje się pomnik poświęcony papieżowi Janowi Pawłowi II, który był na Strzeblu dwukrotnie. Na wierzchołku znajduje się również flaga Polski. W pobliżu krzyż upamiętniający śmierć w tym miejscu księdza z Krakowa. W 2010 roku w ramach akcji „Odkryj Beskid Wyspowy” na szczycie Szczebla ustawiono kilka stołów i ławek, urządzono miejsce ogniskowe oraz umieszczono mapę powiatu myślenickiego. W maju 2011 roku, niedaleko szczytu, przy czarnym szlaku z Lubnia z inicjatywy ludzi uprawiających paralotniarstwo powstało miejsce, z którego przy dobrej pogodzie mogą startować paralotnie.
Wschodnie zbocze Szczebla jest bardzo strome, gwałtownie opada ku dolinie Raby. Znajdują się w nim kilkunastometrowej wysokości wychodnie skalne w formie ścian i progów. Przez okolicznych mieszkańców wejście na Szczebel od strony Kasinki Małej i Mszany Dolnej bywa określane jako tzw. drabina.
Na Szczeblu, jak i ogólnie w zachodniej części Beskidu Wyspowego spotkać można migrujące niedźwiedzie.

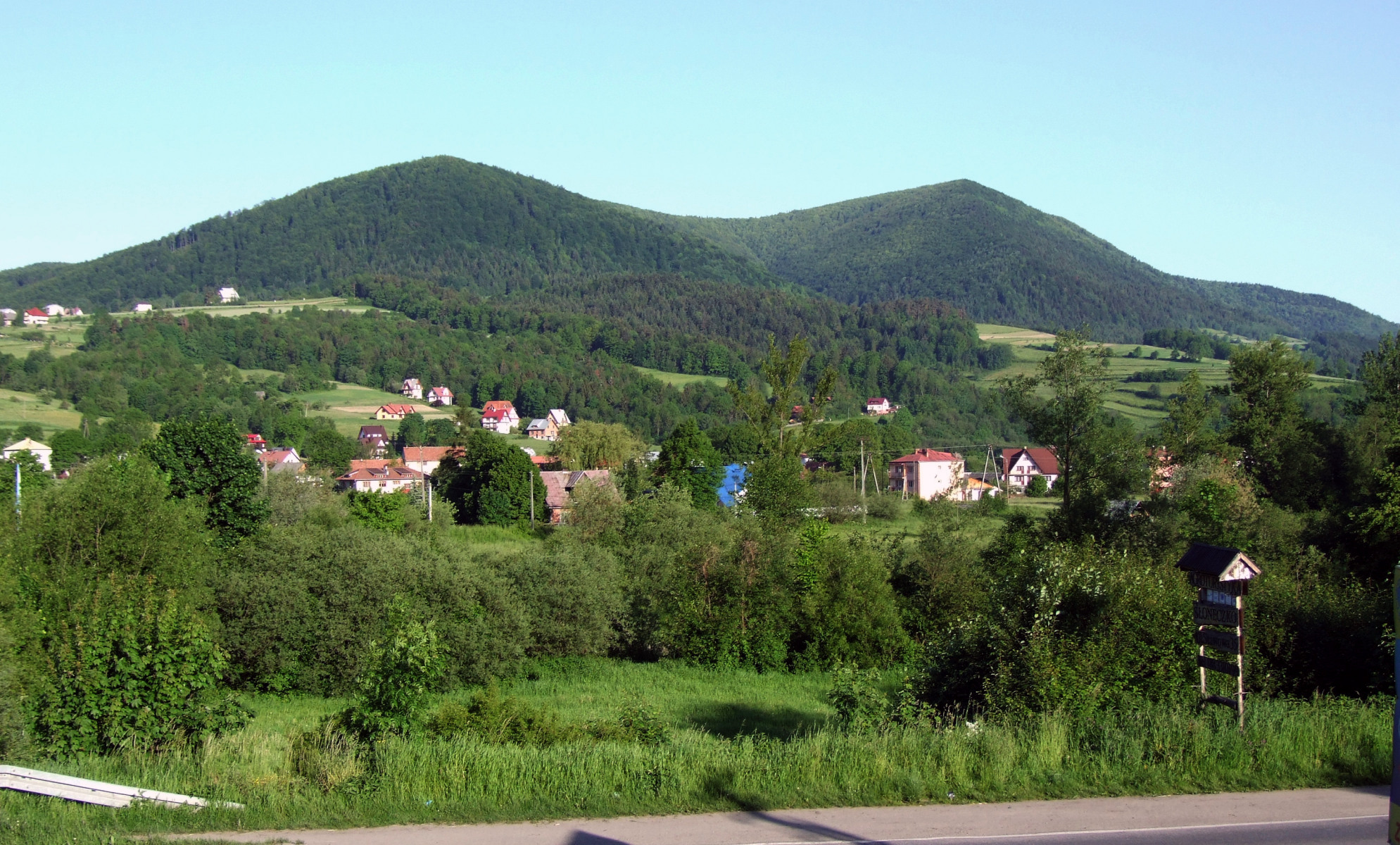
Szczebel – widok z Mszany Dolnej
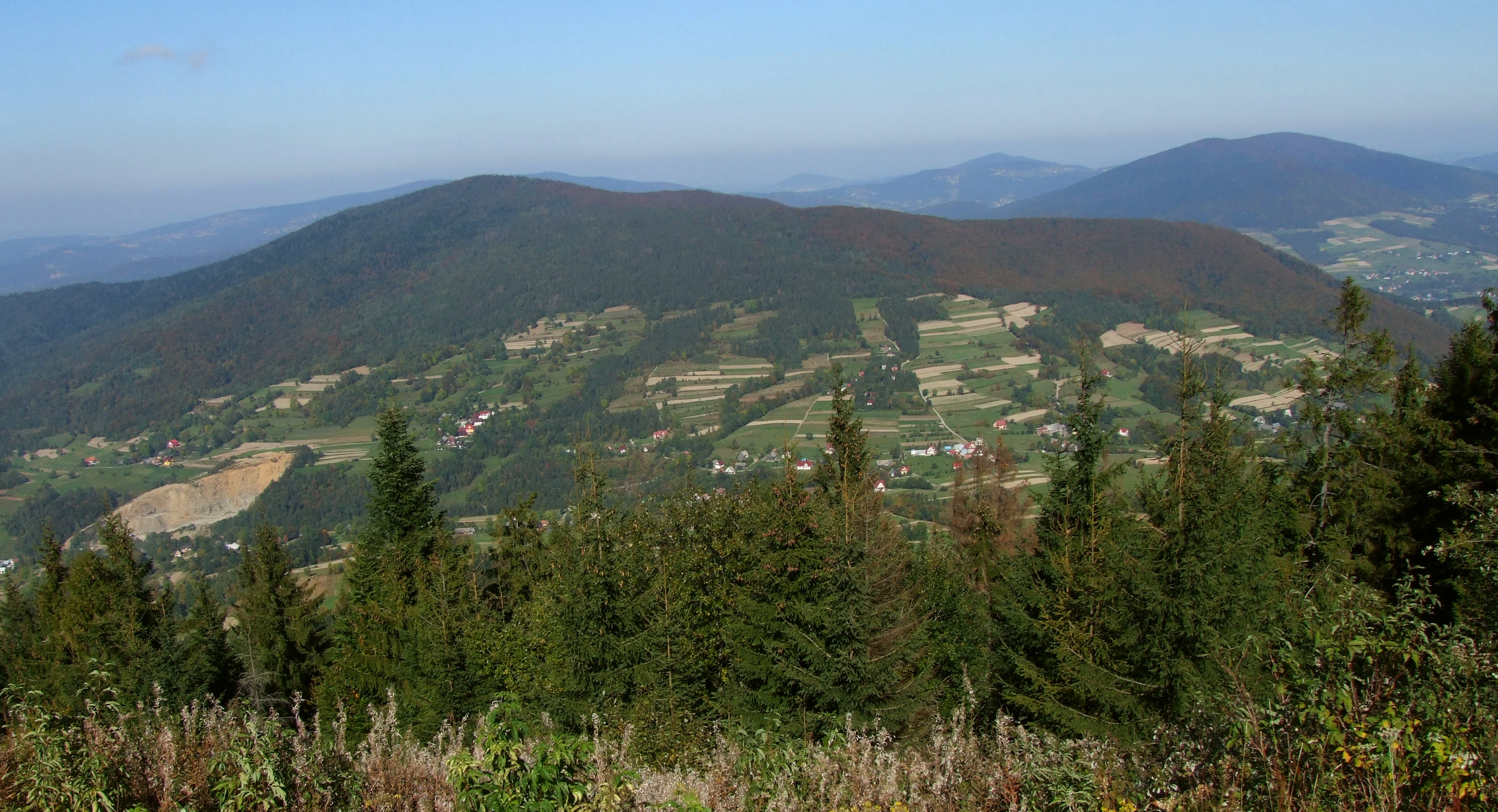
Szczebel z Lubonia Wielkiego
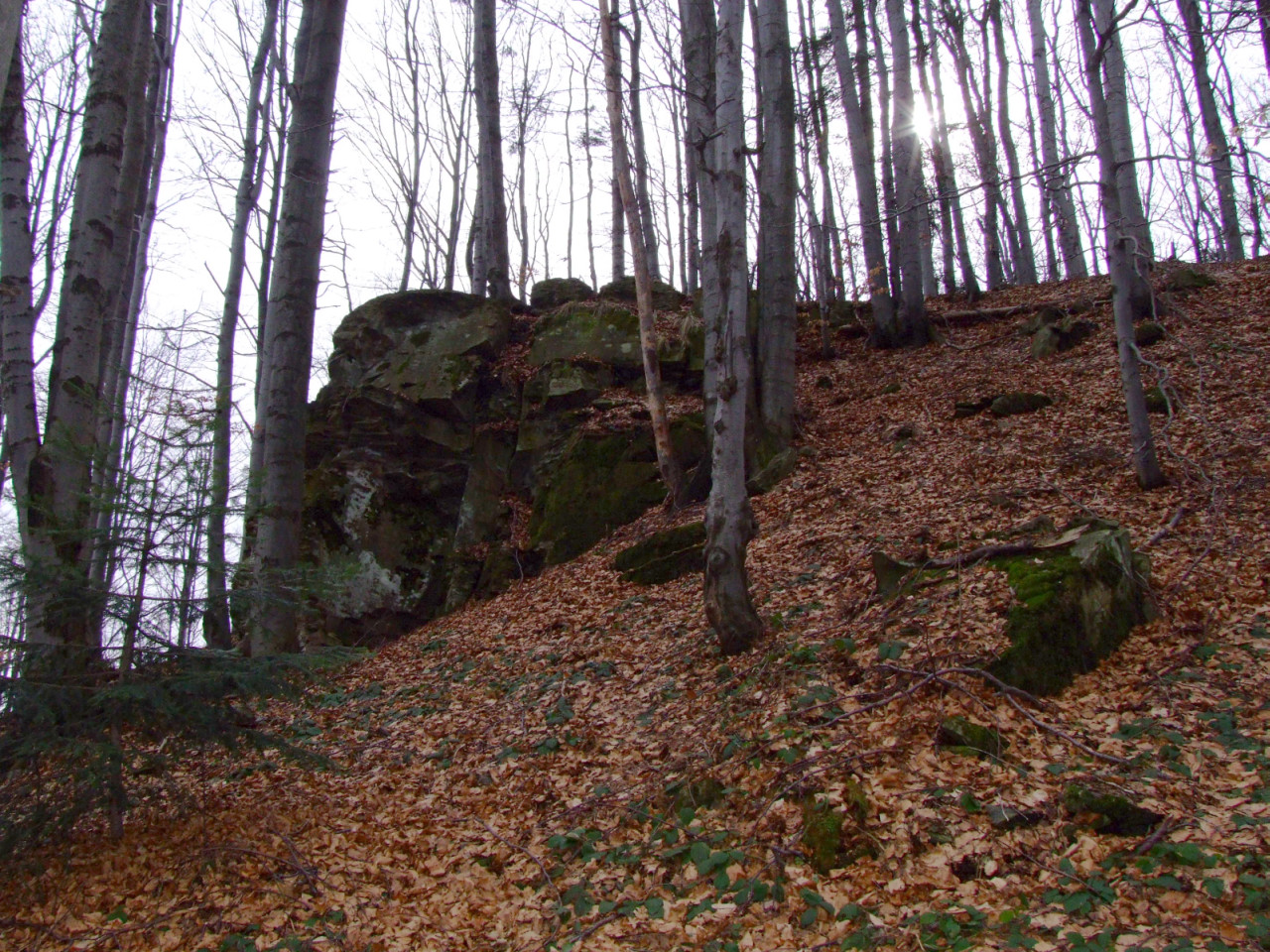
Wychodnia skalna
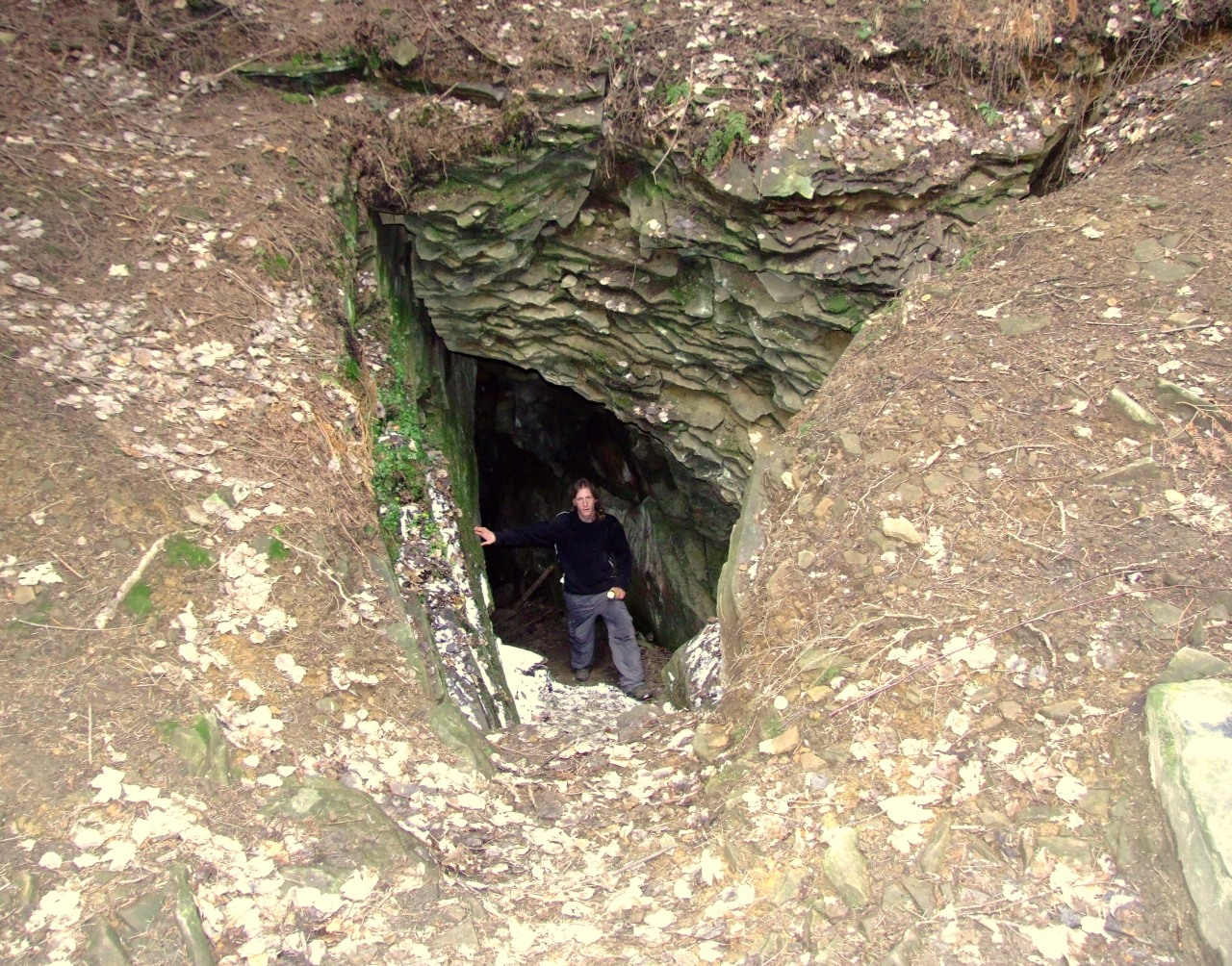
Zimna Dziura w Strzeblu
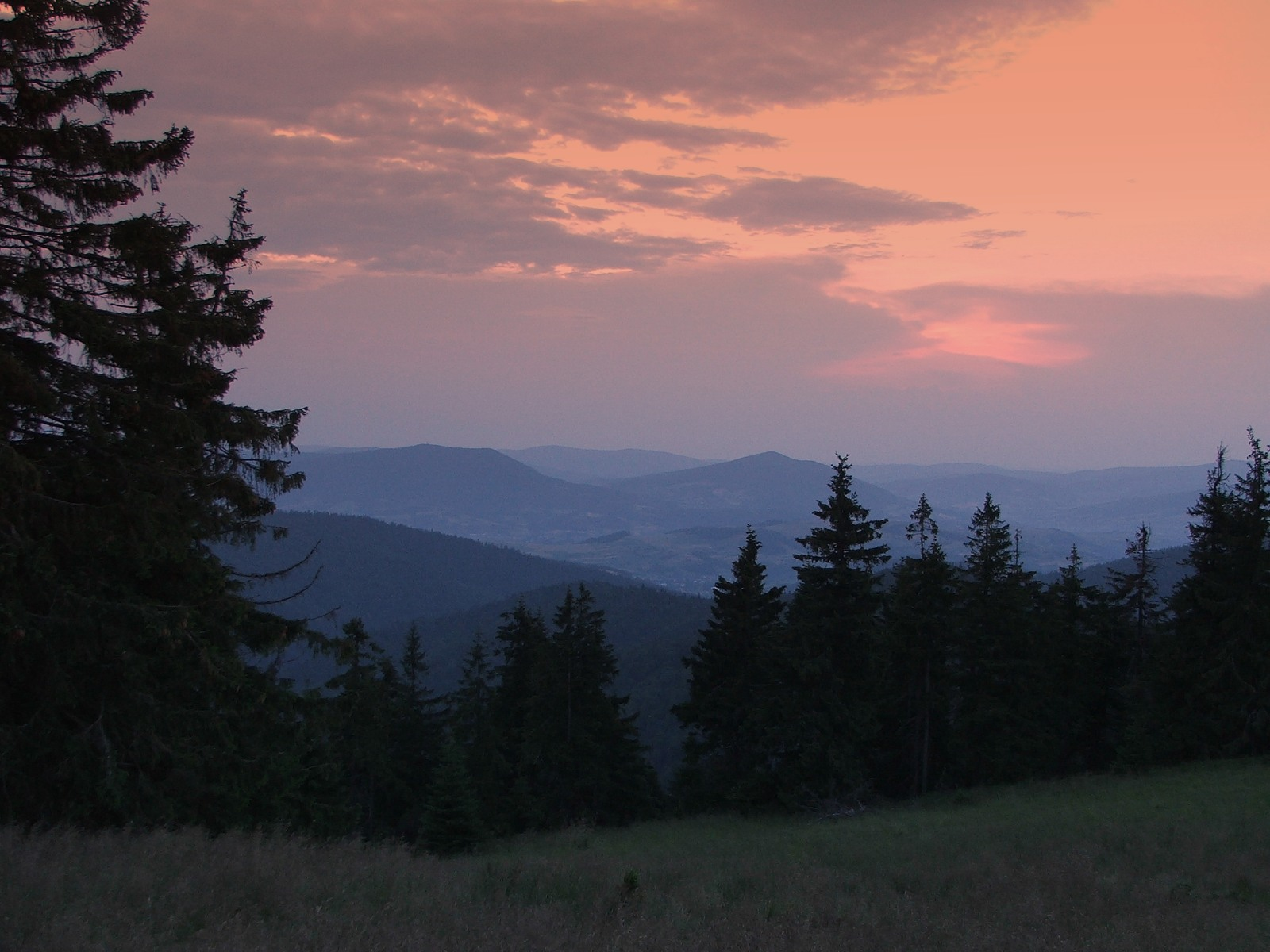
Luboń Wielki i Szczebel

## Nazwa
Pod nazwą Strzebel w latach 1830–1837 opisywany był przez Albrechta Sydowa, Ludwika Zejsznera, Eugeniusza Janotę czy Marię Steczkowską, później także przez E. Janotę i K. Łapczyńskiego. Ta nazwa pochodzić miała od podobno często występującej dawniej w jego potokach ryby strzebli potokowej. Ten źródłosłów jednak wydaje się mało prawdopodobny, gdyż nazwa ryby jest rodzaju żeńskiego, a góry – męskiego. Nazwa ta jest wciąż używana przez miejscowych. Niektóre źródła mówią, że szczyt jeszcze wcześniej nazywał się Strebl. Według innej teorii góra ma taką nazwę ze względu na swój „strzeblisty” kształt.
Nazwa Szczebel została spopularyzowana przez współczesnych autorów przewodników turystycznych. Nieporozumienie wzięło się z niezrozumienia miejscowej gwary, która zbitkę „strz” wymawia jako „szcz” (charakterystyczna cecha gwary sądeckiej i kliszczackiej, stąd „Strzebel” wymawiane jak „Szczebel”). Jako dowód przytacza się opinię etnografów, wedle której gdyby nazwa góry brzmiała „Szczebel” (jak szczebel od drabiny), to tamtejsi mieszkańcy wymawialiby ją jako „scybel” (jest to mazurzenie, charakterystyczne m.in. dla gwary sądeckiej), co nie ma miejsca.

## Historia i legendy
W Notatkach do historyi miasta Myślenic dr. J. W. Kutrzeby znaleźć można informację jakoby w dawnych czasach na górze Szczebel znajdowała się kopalnia złota. Przeczytać można: „(...) zresztą także Starowolski i Rzączyński podają za Długoszem, że sąsiednie góry Kotoń i Strzebel miały obfitować w złoto i że je stamtąd dobywano.”
Pod szczytem dwie szczelinowate jamy w piaskowcu, w których wyobraźnia ludu umieściła zaklęte skarby”. Wspomniany Ludwik Zejszner zanotował w 1838 r., że podczas zwiedzania Strzebla opowiadali mu „...przewodnicy o zaklętych i tam zakopanych skarbach, strzeżonych przez kurocza (koguta po góralsku)”. Podanie o pasterce, która z jamy w Strzeblu wyniosła w podołku kupkę pieniędzy, przytoczył wspomniany K. Łapczyński. Z kolei Eugeniusz Janota w swym przewodniku z 1860 r. podaje przy opisie góry: „W boku zachodnim wyborne źródło, zwane Rząca woda (+ 8,4 °C.Z.); drugie prawie pod szczytem zwane na Krzynowisku (+ 8,2 °C.Z.).

## Szlaki turystyki pieszej
Lubień – Mały Szczebel – Szczebel – Kasinka Mała. Czas wejścia na szczyt: z Lubnia 2:30 h, z Kasinki Małej 1:40 h
 Szczebel – przełęcz Glisne – Raba Niżna. Czas wejścia na szczyt z Raby Niżnej 2:25 h.
Szlak czarny prowadzący z Lubnia na Szczebel jest najbardziej wybitną trasą w Beskidzie Wyspowym z wieloma stromymi podejściami. Suma przewyższeń wynosi tam około 624 metry. Wielu przewodników górskich, jak i turystów uważa tę trasę za najtrudniejszą do przejścia w celu osiągnięcia szczytu w całym Beskidzie Wyspowym.